# Sulpicjanie

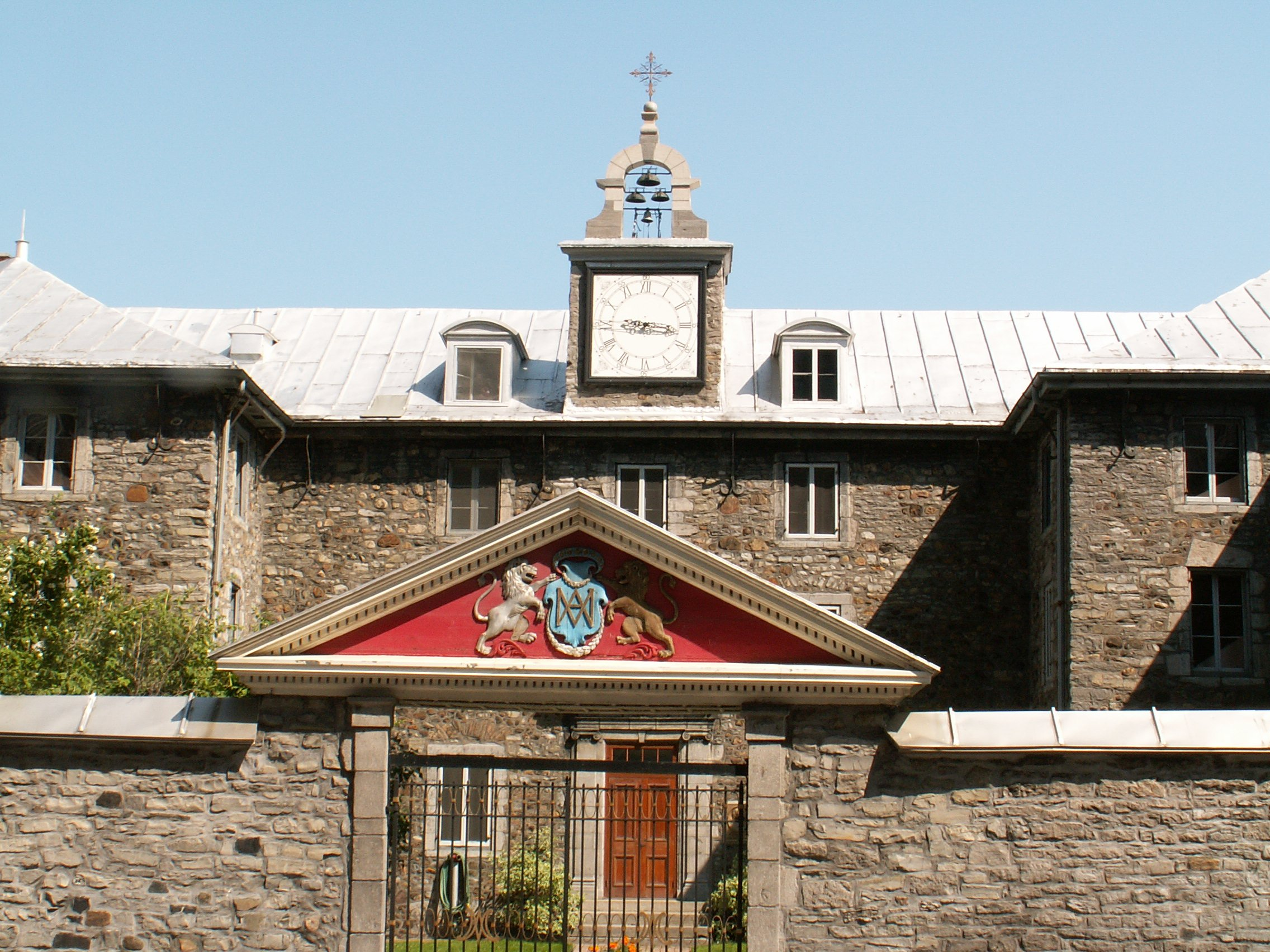
Seminarium św. Sulpicjusza w Montrealu.

Sulpicjanie (Stowarzyszenie Prezbiterów św. Sulpicjusza, łac. Societas Presbyterorum a S. Sulpitio, skrót zakonny PSS) – katolickie stowarzyszenie życia apostolskiego, założone w 1642 roku we Francji. Liczy 297 członków i obsługuje 27 parafii w kilku krajach (stan na rok 2010). Sulpicjanami jest także czternastu żyjących biskupów (2012), w tym jeden kardynał – Marc Ouellet.

## Charakterystyka
Za swoje najważniejsze zadanie stowarzyszenie uważa nieustającą formację duchownych, zgodnie ze słowami z 2. Listu do Tymoteusza: Z tej właśnie przyczyny przypominam ci, abyś rozpalił na nowo charyzmat Boży, który jest w tobie przez nałożenie moich rąk (2Tm 1,6).
Sulpicjanie skupiają się na wspieraniu trwającego całe życie duchowego i intelektualnego rozwoju innych księży, natomiast nie prowadzą własnej formacji młodych mężczyzn pragnących zostać duchownymi. Przyjmują do swego grona wyłącznie wyświęconych wcześniej prezbiterów spośród księży diecezjalnych. Członkowie zgromadzenia, nabywając przynależność do niego, nie tracą swojej inkardynacji diecezjalnej, a ich bezpośrednim przełożonym pozostaje ich dotychczasowy biskup. Choć sulpicjańskie instytucje nazywane są zwykle „seminariami”, w praktyce służą raczej jako miejsca kształcenia ustawicznego wyświęconych już księży.
Członkowie zgromadzenia noszą strój duchowieństwa diecezjalnego (sutanna lub ciemny garnitur z koloratką zamiast krawata) i są tytułowani „księżmi”, nie zaś „ojcami”, jak członkowie niektórych innych zakonów.

## Historia
Założycielem zgromadzenia był francuski ksiądz Jean-Jacques Olier, który uważał, że receptą na panujący w siedemnastowiecznym francuskim Kościele katolickim kryzys moralny i intelektualny jest poprawa jakości formacji duchownych. W 1641 założył on pod Paryżem niewielkie seminarium duchowne. W 1642 ks. Olier został mianowany proboszczem parafii św. Sulpicjusza w Paryżu, gdzie przeniósł się wraz ze słuchaczami swojego seminarium i założył tam formalne zgromadzenie zakonne, którego nazwę zaczerpnięto od patrona parafii.
Począwszy od lat 50. XVII wieku członkowie zgromadzenia odgrywali ważną rolę w działalności misyjnej pośród rdzennych mieszkańców dzisiejszego Quebecu, w szczególności Mohawków. W 1790 arcybiskup Baltimore w Stanach Zjednoczonych, John Carroll, zaprosił sulpicjan do założenia seminarium w jego stolicy biskupiej, celem wsparcia formacji katolickich księży w USA, będącej dopiero w stadium organizacji. W późniejszych latach sulpicjanie podjęli posługę także w innych państwach.

## Żyjący biskupi - sulpicjanie
| biskup                    | obecne stanowisko                                                                         | kraj działania                |
| ------------------------- | ----------------------------------------------------------------------------------------- | ----------------------------- |
| Timothée Bodika           | biskup pomocniczy Kinszasy                                                                | Demokratyczna Republika Konga |
| Joseph Doré               | arcybiskup senior Strasbourgu                                                             | Francja                       |
| Héctor Epalza Quintero    | biskup diecezjalny Buenaventury                                                           | Kolumbia                      |
| Lionel Gendron            | biskup diecezjalny Saint-Jean-Longueuil                                                   | Kanada                        |
| Alberto Giraldo Jaramillo | arcybiskup senior Medellín                                                                | Kolumbia                      |
| Émilius Goulet            | arcybiskup senior Saint-Boniface                                                          | Kanada                        |
| Émile Marcus              | arcybiskup senior Tuluzy                                                                  | Francja                       |
| José Moko                 | biskup diecezjalny Idiofa                                                                 | Demokratyczna Republika Konga |
| Paul Nguyễn Bình Tĩnh     | biskup senior Đà Nẵng                                                                     | Wietnam                       |
| kard. Marc Ouellet        | prefekt Kongregacji ds. Biskupów przewodniczący Papieskiej Komisji ds. Ameryki Łacińskiej | Watykan                       |
| Georges Soubrier          | biskup senior Nantes                                                                      | Francja                       |
| Joseph Mitsuaki Takami    | arcybiskup metropolita Nagasaki                                                           | Japonia                       |
| Gérard Tremblay           | biskup senior Montrealu                                                                   | Kanada                        |